# Дејан Васић (фудбалер)
Дејан Васић (Београд, 31. децембар 1980) је српски фудбалер који игра средњег везног. 

## Каријера
Од сезоне 2001/02 до 2005/06 је играо за ФК Будућност Банатски Двор (тада Прва и Друга лига Србије и Црне Горе). У сезони 2006/07. и 2007/08. игра за ФК Банат. У сезони 2008/09. прелази у Слогу из Краљева која се те сезоне такмичила у Српској лиги Запад (трећи степен националног такмичења) коју ФК Слога осваја те године. У сезони 2009/10. игра за ФК Шумадија Раднички 1923 који се такође такмичио у Српској лиги Запад и који је освојио лигу те сезоне. У сезони 2009/10. је играо за ФК Слога Баточина која се такмичила у Зони Дунав (четврти ранг такмичења).